# Yvonne Zielinski
Yvonne Zielinski (* 1. Dezember 1989 in Mönchengladbach) ist eine deutsche Fußballspielerin.

## Karriere
Zielinski spielte von 2004 bis 2009 für die zweite Mannschaft des FCR 2001 Duisburg in der Regionalliga, beziehungsweise seit deren Aufstieg im Sommer 2007 in der 2. Fußball-Bundesliga. Am 10. Juni 2007 kam sie im Heimspiel gegen den Hamburger SV zudem zu einem Einsatz in der Erstligamannschaft Duisburgs. Zur Saison 2009/10 wechselte sie zum ambitionierten Zweitligisten 1. FC Köln, der kurz zuvor aus einem Übertritt des FFC Brauweiler Pulheim hervorgegangen war. Nach drei Vizemeisterschaften in den Spielzeiten 2010/11, 2012/13 und 2013/14 erreichte sie mit der Mannschaft 2014/15 die Meisterschaft in der 2. Bundesliga Süd und den damit verbundenen Aufstieg in die Bundesliga. Nach dem direkten Abstieg des FC wechselte Zielinski im Sommer 2016 zum Bundesliga-Aufsteiger MSV Duisburg. Für die Zebras absolvierte sie über 170 Pflichtspiele. Infolge des Abstiegs des MSV und des Rückzugs aus dem Profifußball im Sommer 2024 wurden die Verträge der Spielerinnen aufgelöst.
Am 25. Juni 2024 wurde ihre Verpflichtung zur Saison 2024/25 auf der Website des Zweitligisten Borussia Mönchengladbach öffentlich.

## Erfolge
- Meister 2. Bundesliga Süd 2015 und Aufstieg in die Bundesliga mit dem 1. FC Köln